# 자유의 집 (판문점)
자유의 집(自由--)은 판문점의 남한 지역에 위치한 4층 건물로 남북 간 연락업무를 수행하는 곳이다.

## 개요
판문점 자유의 집은 지상 4층-지하 2층 규모의 건물로, 남북 사이 이뤄지는 연락 업무를 담당하기 위해 지어졌다. 원래 1965년 9월 30일 준공된 팔각정을 중심으로 좌우에 배치된 2층 건물이었는데, 건물이 낡아 1998년 4층 건물로 새로 지었다. 판문점 군사분계선(MDL)을 경계로 마주 보고 있는 남측 건물이 자유의 집, 북측 건물이 판문각이다.

## 활용 상황
1971년 8월 남북 적십자 접촉을 시작으로 남북 연락사무소가 설치되고 그해 9월 자유의 집과 판문각 사이 직통전화 회선이 열렸는데, 이것이 이른바 ‘판문점 핫라인’이다. 현재 남북은 판문점 자유의 집과 판문각에 각각 전화와 팩스를 주고받는 연락사무소 사무실을 운영하고 있다.
한편, 자유의 집과 판문각 뒤에 각각 위치한 곳이 남측 평화의 집과 북측 통일각으로, 이 건물들은 주로 회담장으로 사용된다. 특히 평화의 집은 2018년 4월 27일 열린 문재인 대통령과 김정은 북한 국무위원장 간 2018년 4월 남북정상회담의 회담장과 만찬장으로 사용되면서 전 세계의 주목을 받았다.
2018년 5월 예정된 북미 정상회담 장소로도 미국 대톨령 도날드 트럼프가 적합한 회담 장소로 언급한 곳에 속한다. 트럼트 미국 대통령은 판문점에서 역사적인 회담을 하는 것이 다른 제3의 국가에서 하는 것보다 적절하다고 언론에 발표하였다.

## 같이 보기
- 북미정상회담
- 평화의 집
- 남북고위급회담